# 黄毛鼠
黄毛鼠（学名：Rattus losea）又名小黃腹鼠，为鼠科家鼠属的动物。分布于台湾岛以及中国大陆的湖北、湖南、江西、浙江、福建、广东、广西、海南、贵州、云南、四川、西藏等地，一般生活于田野。该物种的模式产地在台湾。